# Turó dels Tres Pins
El Turó dels Tres Pins és una muntanya de 649 metres que es troba al municipi de Sentmenat, a la comarca del Vallès Occidental.